# Pokrokové dívčí paedagogium
Pokrokové dívčí paedagogium byla vzdělávací organizace založená v roce 1906 v Olomouci za účelem středoškolského vzdělávání dívek, především dcer učitelů, a to v duchu moderním a neklerikálním. V roce 1907 otevřel spolek ústav v Přerově, nazvaný rovněž Pokrokové dívčí paegagodium (v novějším pravopise „pedagogium“), popřípadě Soukromý ústav ku vzdělávání učitelek. Studentky byly přijímány jednou za dva roky, studium bylo čtyřleté. V ústavu se nacházela také čítárna a pravidelně se organizovaly přednášky odborníků. Prvním předsedou spolku byl Rudolf Žižka. Od roku 1910 sídlila škola v nové budově v ulici Boženy Němcové. Ředitelem školy byl od roku 1912 František Odstrčil. V roce 1920 byla škola zestátněna a v roce 1922 proměněna na Státní koedukační ústav učitelský v Přerově, vzdělávající dívky i chlapce. V roce 1926 byla škola přestěhována do Znojma.

## Historie
Spolek Pokrokové dívčí paedagogium byl zřízen v roce 26. února 1906. Impulzem byla rostoucí nespokojenost se vzděláváním dívek v řepčínském klášteře dominikánek, které začalo být pokrokovou veřejností považováno za zastaralé a nevyhovující. Kritika se snášela rovněž na výchovu ve Státním ústavu učitelek v Brně, kam byly navíc přednostně přijímány dcery vyšších úředníků a důstojníků, popřípadě dívky s kněžskou protekcí. Hlavním záměrem Pokrokového dívčího paedagogia proto bylo zřízení dostupného ústavu, jenž bude otevřen především dcerám organizovaných učitelů a vyučování povede moderním způsobem. Po necelých dvou letech spolek získal povolení k otevření ústavu. Zprávu o povolení zřízení předal tehdejší říšský poslanec Tomáš Garrigue Masaryk.
Dne 15. září 1907 zřídil spolek vyučovací ústav v Přerově, neboť město bylo ochotno zdarma poskytnout prostory, vytápění a světlo. Původní jméno spolku Pokrokové dívčí paedagogium v Olomouci bylo změněno na Pokrokové dívčí paedagogium v Přerově. Do prvního ročníku bylo přijato 47 dívek (z toho 23 dcer učitelů). Školné obnášelo 120 korun, dalších 20 korun se platilo na pořízení učebních pomůcek. Studium trvalo čtyři roky, přičemž chovanky byly přijímány jednou za dva roky, škola se střídala s Učitelským ústavem ve Valašském Meziříčí. Povinnými předměty bylo náboženství, pedagogika, vyučovací jazyk, zeměpis, dějepis, aritmetika, přírodopis, přírodozpyt, krasopis, kreslení, nauka o hudbě a zpěvu, ženské ruční práce a tělocvik. K nepovinným předmětům patřila hra na housle, hra na piano, francouzština a těsnopis. Každý měsíc pořádal spolek v ústavu přednášku odborníka, nejčastěji na téma hudebních, spisovatelských či malířských velikánů. V čele spolku a současně ústavu stálo předsednictvo (předsedou byl Rudolf Žižka), dvanáctičlenný výbor složený z učitelů a profesorů a kuratorium, v němž zasedali také zástupci města. Ústav samotný vedl od roku dlouholetý ředitel 1912 František Odstrčil, původně profesor přerovského státního gymnázia.
Zakladateli spolku bylo zřízení ústavu vnímáno jako „rázný čin protiklerikální“ a proti „výchově občanů v bázni boží“ ideově postavilo výchovu lidí, kteří se budou vyznačovat neústupným národním sebevědomím ve stylu Havlíčka, Nerudy a Machara a kteří budou ochotni přijímat vědecké pravdy, lásku k bližnímu a náklonnost k poctivé a čestné práci v občanském životě.
Od 30. března 1910 se vyučovalo ve druhém poschodí nové budovy v ulici Boženy Němcové. Byl rovněž zřízen penzionát s knihovnou a čítárnou. Nacházel se v domě na Žerotínově náměstí, již v roce 1912 byl ale prodán. Podle tvrzení přívrženců křesťanského vzdělávání byla příčinou nejen finanční zátěž, ale také nepořádnost studentek a poničené vybavení. Dne 1. ledna 1920 spolek předal přerovský ústav do státní správy československému eráru. Ministerským výnosem z 26. června 1922 byla škola proměněna v Státní koedukační ústav učitelský, kromě dívek na ní tedy začali studovat také chlapci. V roce 1926 byla škola za účelem posilování českého vlivu v pohraničí přesunuta z Přerova do Znojma, kde se z ní stal Státní koedukační ústav učitelský ve Znojmě. V Přerově zbývající ročníky studovaly do roku 1929.